# Sněm indiánských mluvčích znakového jazyka
Sněm indiánských mluvčích znakového jazyka byl svolán v americké Montaně ve městě Browningu ve dnech 4.–6. srpna roku 1930 za účelem videoarchivace nahrávek indiánských znakových jazyků. Sněm se uskutečnil proto, že Indiánů, kteří ovládají znakové jazyky bylo stále méně. Autoři této myšlenky cítili potřebu zachytit autentické projevy mluvčích indiánských znakových jazyků.

## Autoři myšlenky sněmu
Sněm svolal generál Hugh Lennox Scott (1853–1934) ve spolupráci s náčelníkem a tlumočníkem kmene Blackfoot Richardem Sandervillem. Scott byl významným politickým poradcem amerického prezidenta Wilsona, členem Americké antropologické společnosti a členem "Komise pro indiánské záležitosti", kde se snažil obhajovat práva utlačovaných Indiánů. Byl váženou osobností mezi Indiány a získal indiánské jméno „ten, který mluví rukama“. 

## Průběh sněmu v roce 1930
Hugh Scott získal od amerického kongresu peníze na realizaci sněmu. Pozvání na sněm přijalo 18 Indiánů, reprezentantů z různých indiánských kmenů z deseti vzájemně nesrozumitelných jazykových skupin. Hlavním jazykem ve funkci lingua franca byl zvolen indiánský znakový jazyk. Indiáni kteří dorazili, byli pro tento sněm zvoleni svým kmenem. Sněmu se zúčastnili jak náčelníci, šamani, tak i jiní členové kmenů. Sněm byl natáčen a pořízená videa jsou jediným záznamem původních indiánských znakových jazyků v takovém velkém rozsahu. Videa obsahují různé jazykové situace: představování, vyprávění příběhů a anekdot, rituální promluvy a spirituální úvahy.
Oba výzkumníci se snažili, aby videonahrávky byly zpřístupněny veřejnosti, čemuž však nepřály politické i jiné okolnosti. Hugh Scott zemřel před dokončením díla a ve svém odkazu pověřil jeho dokončením svého spolupracovníka Richarda Sandervilla. Práce Richarda Sandervilla je zčásti zveřejněna na stránkách J. Davise. Na místě, kde se konal sněm, byl postaven bronzový pomník, do něhož Indiáni obtiskli své stopy. Dnes zde stojí muzeum.
Videonahrávky analyzoval roku 2007 profesor Jeffrey Davis a spolu se svými studenty je zdigitalizoval a opatřil titulky. Záznamy jsou tak poprvé ve své historii zveřejněny, videa jsou k dispozici na webu Hand Talk – American Indian Sign Language.
Hugh Scott se tak stal významnou osobností dějin indiánských znakových jazyků a jeho dílo navázalo na osobnosti, které souvisejí se vznikem a šířením myšlenky skautingu: Ernest Thompson Seton, William Tomkins, Charlotte V. Gulick, ale i s díly myslitelů, kteří položili základy moderní americké antropologie, zejména s dílem Garricka Malleryho.   

## Vzpomínkové setkání v roce 2012
Roku 2012 se uskutečnilo vzpomínkové setkání na počest sněmu z roku 1930. Většina Indiánů, která dorazila na sněm, už ale bohužel neznakovala tak, jako tehdy. Indiánské znakové jazyky patří mezi jazyky, které jsou na pokraji svého vymření, a jejich funkce lingua franca již dávno překročila svůj zlatý věk.   
J. Davis vydal knihu Hand Talk, která detailně pojednává nejen o sněmu v roce 1930, ale vývoji indiánských znakových jazyků a jejich struktuře a fungování v porovnání s aktuálními výzkumy znakových jazyků neslyšících lidí. 